# Jakob Bächtold
Jakob Bächtold, né le 3 mars 1905 à Schleitheim (originaire du même lieu) et mort le 20 juillet 1993 à Muri bei Bern, est une personnalité politique suisse, membre de l'Alliance des indépendants. Il est député au Grand Conseil du canton de Berne de 1957 à 1964 et député du même canton au Conseil national de décembre 1959 à novembre 1975 et de septembre 1978 à novembre 1979.

## Biographie
Jakob Bächtold naît le 3 mars 1905 à Schleitheim, dans le canton de Schaffhouse, dont il est également originaire,. Il est fils de paysan.
Après ses écoles primaire et secondaire inférieure à Schleitheim et son école secondaire supérieure à Schaffhouse, il étudie à l'École polytechnique fédérale de Zurich, où il obtient un diplôme d'ingénieur en bâtiment en 1929. Il est d'abord chargé de projets et de la surveillance de chantiers pour une entreprise zurichoise de 1930 à 1941, tout en enseignant en parallèle à Zurich et à Berthoud, puis devient après la guerre directeur des constructions des Forces motrices de l'Oberhasli, de 1946-1954. Il ouvre ensuite un bureau d'ingénieur à Berne en 1954.
Il préside la Ligue suisse pour la protection de la nature de 1961 à 1969.
Il est marié à Margrit Wechsler. Leni Robert est leur fille.
Il meurt le 20 juillet 1993 à Muri bei Bern.

## Parcours politique
Avant la Deuxième Guerre mondiale, il est un membre très actif de l'Alliance des Indépendants zurichoise.
Il est député du Grand Conseil du canton de Berne de 1957 à 1964 et conseiller national de 1959 à 1975 et de 1978 à 1979.

### Positionnement politique
Soucieux de concilier la technique, notamment la question des transports et de l'énergie, avec la protection de l'environnement, il a été qualifié d'écologiste de la première heure.
Il était un promoteur de l'énergie nucléaire, proposant notamment en 1960 de construire une centrale nucléaire en plein centre de Berne, sous la Grosse Schanze, dans le but de réduire la pollution atmosphérique provoquée par les chauffages à mazout. Selon Patrick Kupper, son action politique montre à quel point la promotion de l'énergie nucléaire par les défenseurs de la nature était étroitement liée à leur opposition à de nouvelles centrales hydro-électriques et aux centrales thermiques classiques,.